# Te lo agradezco, pero no
"Te Lo Agradezco, Pero No" (em português: Obrigado, Mas Não) é uma canção gravada pelo artista musical espanhol Alejandro Sanz e pela  artista musical colombiana Shakira, para o oitavo álbum de estúdio de Sanz El Tren de los Momentos (2006). Foi lançado como o segundo single do disco em dezembro de 2006 pela Warner Music Latina. A faixa foi escrita por Sanz, enquanto a produção ficou por conta dele, junto com Lulo Pérez. "Te Lo Agradezco, Pero No" é o segundo dueto gravado pelos dois cantores, depois de "La Tortura", para o álbum de Shakira Fijación Oral Vol. 1 (2005). A música surgiu depois que ela se aproximou de Sanz, dizendo-lhe que queria colaborar com algo diferente de seu próprio material.
Após o lançamento, "Te Lo Agradezco, Pero No", foi percebido como um destaque do álbum por vários críticos de música. A canção do duo ganhou vários prêmios e indicações, incluindo Canção do Ano no Premios Oye! de 2007. Comercialmente, o single foi bem sucedido na Venezuela e nas paradas de música latino americanas, onde encabeçou os charts da Billboard Hot Latin Songs e Latin Pop Airplay. Um videoclipe para a música, dirigido por Jaume de Laiguana, foi filmado no Brooklyn e lançado em 11 de janeiro de 2007. É uma continuação do clipe para "A la Primera Persona" de Sanz e apresenta a dupla dançando juntos até o final. Sanz cantou a música ao vivo durante sua turnê El Tren De Los Momentos (2007-08).

## Antecedentes e lançamento
"Te Lo Agradezco, Pero No" foi escrito por Alejandro Sanz para seu álbum El Tren de los Momentos (2006). Ele também cuidou da produção da música junto com Lulo Pérez. Shakira, uma amiga íntima de Sanz, foi quem se aproximou dele para cantar em seu álbum, pedindo que ele se certificasse de que "soaria melhor cantada por duas pessoas". "Te Lo Agradezco, Pero No" marca a segunda vez que Sanz e Shakira colaboraram após "La Tortura", incluída no álbum Fijación Oral, Vol. 1 (2005). Sanz afirmou: "Eu não tinha ousado perguntar a ela se ela queria fazer algo comigo, porque era um pouco como, 'eu canto com você, agora cante comigo'. Além disso, não queríamos que soasse como um 'La Tortura 2', porque somos muito atenciosos um com outro. Ela é a única que veio e disse:"Ei, eu quero cantar de novo com você". Ele concluiu a entrevista dizendo que, com as colaborações, ele conseguiu expandir sua arte experimentando novos estilos.
Um extended play (EP) com vários remixes da música foi lançada em 6 de março de 2007. Dois deles - um feito por Luny Tunes e o outro denominado "Benztown Mixdown" - foram incluídos no re-lançamento do álbum de Sanz em 2007, El Tren de los Momentos: Edición Especial. "Te Lo Agradezco, Pero No" também foi parte de seu álbum de compilação Colección Definitiva (2011).

## Recepção
Em uma revisão do álbum de Sanz El Tren de los Momentos, Jason Birchmeier da AllMusic, apontou "Te Lo Agradezco, Pero No", como um destaque no álbum. Em outro artigo, ele descreveu a música como um "dueto apaixonante". Chuck Arnold, Ralph Novak e Monique Jessen, escrevendo para a revista People, também apontaram a faixa como uma das melhores no disco, acrescentando que a dupla conseguiu "trazer novamente o calor tropical". Um escritor da Billboard, observou que em vez de apenas trocar vocais na música, os cantores entregaram "linhas de dueto completas". David Saavedra, crítico do jornal espanhol El Mundo, encontrou elementos do flamenco latino em "Te Lo Agradezco, Pero No" e observou como foi uma prova da saída de Sanz de seu material de inicio de carreira.
O single ganhou um Premios Oye! no México, para Canção do Ano em 2007. Também foi nomeado na categoria The Perfect Combo no Premios Juventud de 2007. No 16º Prêmio ASCAP, realizado em 16 de maio de 2008, "Te Lo Agradezco Pero No" foi reconhecido como a Balada Pop Do Ano. A gravação foi ainda nomeada na categoria de Melhor Duo Vocal ou Colaboração no Billboard Latin Music Awards de 2008, mas perdeu para "Pegao" (2006) de Wisin & Yandel. "Te Lo Agradezco, Pero No" foi incluído no número sete na lista dos 15 Melhores Duetos de Shakira, publicada pela E! Online Latino em 2016.
Na parada da Billboard Hot Latin Songs dos EUA, "Te Lo Agradezco, Pero No" estreou no número 22 para a emissão do gráfico datada de 10 de fevereiro de 2007. Ele entrou no top dez do gráfico duas semanas depois e subiu ao topo em sua quinta semana de gráficos, em 10 de março de 2007, gastando um total de 14 semanas no gráfico. Além disso, conseguiu superar o gráfico do Latin Pop Airplay e atingiu o pico na quarta posição no gráfico da Tropical Songs. No final de 2007, "Te Lo Agradezco, Pero No" foi classificado como a 36ª música latina mais vendida nos Estados Unidos. A canção atingiu sucesso semelhante nas tabelas de discos e singles na Venezuela, onde encabeçou o gráfico Top Latino e subiu para a quarta posição no gráfico de Pop Rock. Em 2007, o single foi certificado platina pela Productores de Música de España (PROMUSICAE), pelas vendas de 40 mil exemplares na Espanha; seu ringtone também foi certificado de ouro no país.

## Videoclipe
Um videoclipe para "Te Lo Agradezco, Pero No", dirigido por Jaume de Laiguana, foi filmado no Brooklyn em 2006. Foi lançado em 11 de janeiro de 2007, atuando como uma continuação para o clipe do single anterior "A la Primera Persona" de Sanz ( 2006). No entanto, em "Te Lo Agradezco, Pero No", os papéis de Sanz e sua interesse amoroso mudam e ele esclarece que "não há promessas dignas depois de tudo terminar". Pelo pedido de Shakira, este foi o primeiro vídeo onde Sanz está realizando coreografia. Um making-of sobre o clipe foi incluído no DVD de El Tren de los Momentos: Edición Especial (2007). O clipe de "Te Lo Agradezco, Pero No" também foi apresentado no álbum de compilação de Sanz Colección Definitiva (2011). O visual foi bem recebido e foi nomeado na categoria de Vídeo do Ano no Los Premios MTV Latinoamérica de 2007, realizado em 18 de outubro de 2007..

## Performances ao vivo
"Te Lo Agradezco, Pero No" faz parte da lista definida da sétima turnê El Tren De Los Momentos de Sanz (2007-08), que visitou países da América do Norte, do Sul e da Europa. Uma apresentação ao vivo da música, filmada em 23 de março de 2007 na Argentina, foi incluída em seu terceiro álbum ao vivo El Tren de los Momentos: En Vivo Desde Buenos Aires (2007). O clipe também foi carregado na conta oficial do YouTube da Sanz em 15 de fevereiro de 2010. A música foi ainda realizada ao vivo durante os Premios Oye! de 2007, realizado em 24 de agosto em Veracruz, no México, enquanto outra aparição ocorreu em um encontro humanitário organizado pela Fundação ALAS em maio de 2008.